# Саид, Саладин
Сала́х Эль Ди́н Ахме́д Саи́д (амх. ሳላዲን ሰይድ; род. 29 октября 1988, Асоса) — эфиопский футболист, нападающий аддис-абебского «Сент-Джорджа» и сборной Эфиопии. Пятикратный победитель чемпионата Эфиопии, победитель Лиги чемпионов КАФ, и обладатель Кубка Эфиопии.
Также выступал за бельгийский «Льерс», эфиопский «Вади Дегла», алжирский МК Алжир и египетский «Аль-Ахли».
С 2007 года выступает за Сборную Эфиопии.

## Биография

### Ранние годы
Родился в Асосе 29 октября 1988 года. В 2005 году, в 17 лет поступил в академию футбольного клуба Мугер Цемент.

### Клубная карьера
В 2007 году был куплен эфиопским футбольным клубом —— «Сент-Джордж». За «всадников» он три раза подряд становился чемпионом Эфиопии, и один раз взял кубок, также он сыграл 112 матчей и забил 41 гол. В 2011 году переходит в «Вади Дегла», за «чемпионов» он сыграл всего 15 матчей, забив 6 голов, успев в 2013 году уйти в аренду в бельгийский «Льерс», за который он сыграл 5 матчей, забив один гол. В 2014 году Саид переходит в египетский «Аль-Ахли», за год, проведённый там, он сыграл 15 матчей и забил 1 гол. В 2015 году переходит в алжирский «МК Алжир». За 1 год там он сыграл 5 матчей, не забив ни одного гола и выиграл Кубок Алжира. В 2016 году Саид вернулся в «Сент-Джордж». После возвращения в стан «всадников», Саладин ещё два раза стал Чемпионом Эфиопии.

### Карьера в сборной
С 2007 года выступает за Сборную Эфиопии в качестве капитана, с того момента он сыграл в 28 международных матчах и забил 14 голов.

## Достижения

### Командные
«Сент-Джордж»
- Чемпион Эфиопии: 2007/08, 2008/09, 2009/10, 2015/16, 2016/17
- Обладатель Кубка Эфиопии: 2010/11, 2015/16

 «Аль-Ахли»
- Победитель Лиги чемпионов КАФ: 2013

 «МК Алжир»
- Обладатель Кубка Алжира: 2015/16

## Статистика выступлений

### В сборной
| Матчи Саида за сборную Эфиопии | Матчи Саида за сборную Эфиопии | Матчи Саида за сборную Эфиопии | Матчи Саида за сборную Эфиопии | Матчи Саида за сборную Эфиопии | Матчи Саида за сборную Эфиопии | Матчи Саида за сборную Эфиопии                 |
| №                              | Дата                           | Город                          | Соперник                       | Счёт                           | Голы Саида                     | Соревнование                                   |
| ------------------------------ | ------------------------------ | ------------------------------ | ------------------------------ | ------------------------------ | ------------------------------ | ---------------------------------------------- |
| 1                              | 29 апреля 2007                 | Киншаса                        | ДР Конго                       | 0:2                            | —                              | Отборочный турнир Кубка африканских наций 2008 |
| 2                              | 1 июня 2007                    | Аддис-Абеба                    | ДР Конго                       | 1:0                            | 1                              | Отборочный турнир Кубка африканских наций 2008 |
| 3                              | 17 июня 2007                   | Триполи                        | Ливия                          | 1:3                            | —                              | Отборочный турнир Кубка африканских наций 2008 |
| 4                              | 8 сентября 2007                | Аддис-Абеба                    | Намибия                        | 2:3                            | 1                              | Отборочный турнир Кубка африканских наций 2008 |
| 5                              | 31 мая 2008                    | Касабланка                     | Марокко                        | 0:3                            | —                              | Отборочный турнир ЧМ 2010                      |
| 6                              | 8 июня 2008                    | Аддис-Абеба                    | Руанда                         | 1:2                            | —                              | Отборочный турнир ЧМ 2010                      |
| 7                              | 13 июня 2008                   | Нуакшот                        | Мавритания                     | 1:0                            | 1                              | Отборочный турнир ЧМ 2010                      |
| 8                              | 22 июня 2008                   | Аддис-Абеба                    | Мавритания                     | 6:1                            | —                              | Отборочный турнир ЧМ 2010                      |
| 9                              | 5 июня 2011                    | Аддис-Абеба                    | Нигерия                        | 2:2                            | 2                              | Отборочный турнир Кубка африканских наций 2012 |
| 10                             | 3 июня 2012                    | Пхокенг                        | ЮАР                            | 1:1                            | 1                              | Отборочный турнир ЧМ 2014                      |
| 11                             | 10 июня 2012                   | Аддис-Абеба                    | ЦАР                            | 2:0                            | 2                              | Отборочный турнир ЧМ 2014                      |
| 12                             | 14 октября 2012                | Аддис-Абеба                    | Судан                          | 2:0                            | 1                              | Отборочный турнир Кубка африканских наций 2013 |
| 13                             | 7 января 2013                  | Сен-Дени                       | Тунис                          | 1:1                            | 1                              | Товарищеский матч                              |
| 14                             | 11 января 2013                 | Аддис-Абеба                    | Танзания                       | 2:1                            | —                              | Товарищеский матч                              |
| 15                             | 21 января 2013                 | Мбомбела                       | Замбия                         | 1:1                            | —                              | Кубок африканских наций 2013                   |
| 16                             | 25 января 2013                 | Мбомбела                       | Буркина-Фасо                   | 0:4                            | —                              | Кубок африканских наций 2013                   |
| 17                             | 29 января 2013                 | Рюстенбург                     | Нигерия                        | 0:2                            | 1                              | Кубок африканских наций 2013                   |
| 18                             | 24 марта 2013                  | Аддис-Абеба                    | Ботсвана                       | 1:0                            | —                              | Отборочный турнир ЧМ-2014                      |
| 19                             | 8 июня 2013                    | Лобатсе                        | Ботсвана                       | 0:3                            | —                              | Отборочный турнир ЧМ-2014                      |
| 20                             | 6 сентября 2013                | Браззавиль                     | ЦАР                            | 2:1                            | 1                              | Отборочный турнир ЧМ-2014                      |
| 21                             | 13 октября 2013                | Аддис-Абеба                    | Нигерия                        | 1:2                            | —                              | Отборочный турнир ЧМ-2014                      |
| 22                             | 13 октября 2013                | Калабар                        | Нигерия                        | 0:2                            | —                              | Отборочный турнир ЧМ-2014                      |
| 23                             | 6 сентября 2014                | Аддис-Абеба                    | Алжир                          | 1:2                            | 1                              | Отборочный турнир Кубка африканских наций 2015 |
| 24                             | 10 сентября 2014               | Блантайр                       | Малави                         | 2:3                            | —                              | Отборочный турнир Кубка африканских наций 2015 |
| 25                             | 14 июня 2015                   | Бахр-Дар                       | Лесото                         | 2:1                            | 1                              | Отборочный турнир Кубка африканских наций 2017 |
| 26                             | 5 сентября 2015                | Виктория                       | Сейшельские Острова            | 1:1                            | —                              | Отборочный турнир Кубка африканских наций 2017 |
| 27                             | 3 сентября 2016                | Ауса                           | Сейшельские Острова            | 2:1                            | 1                              | Отборочный турнир Кубка африканских наций 2017 |
| 28                             | 11 июня 2017                   | Revfcb                         | Гана                           | 0:5                            | —                              | Отборочный турнир Кубка африканских наций 2019 |